# Liste des maires du Touquet-Paris-Plage
Cet article liste les maires qui se sont succédé au Touquet-Paris-Plage, commune française, située dans le département du Pas-de-Calais et la région Hauts-de-France.

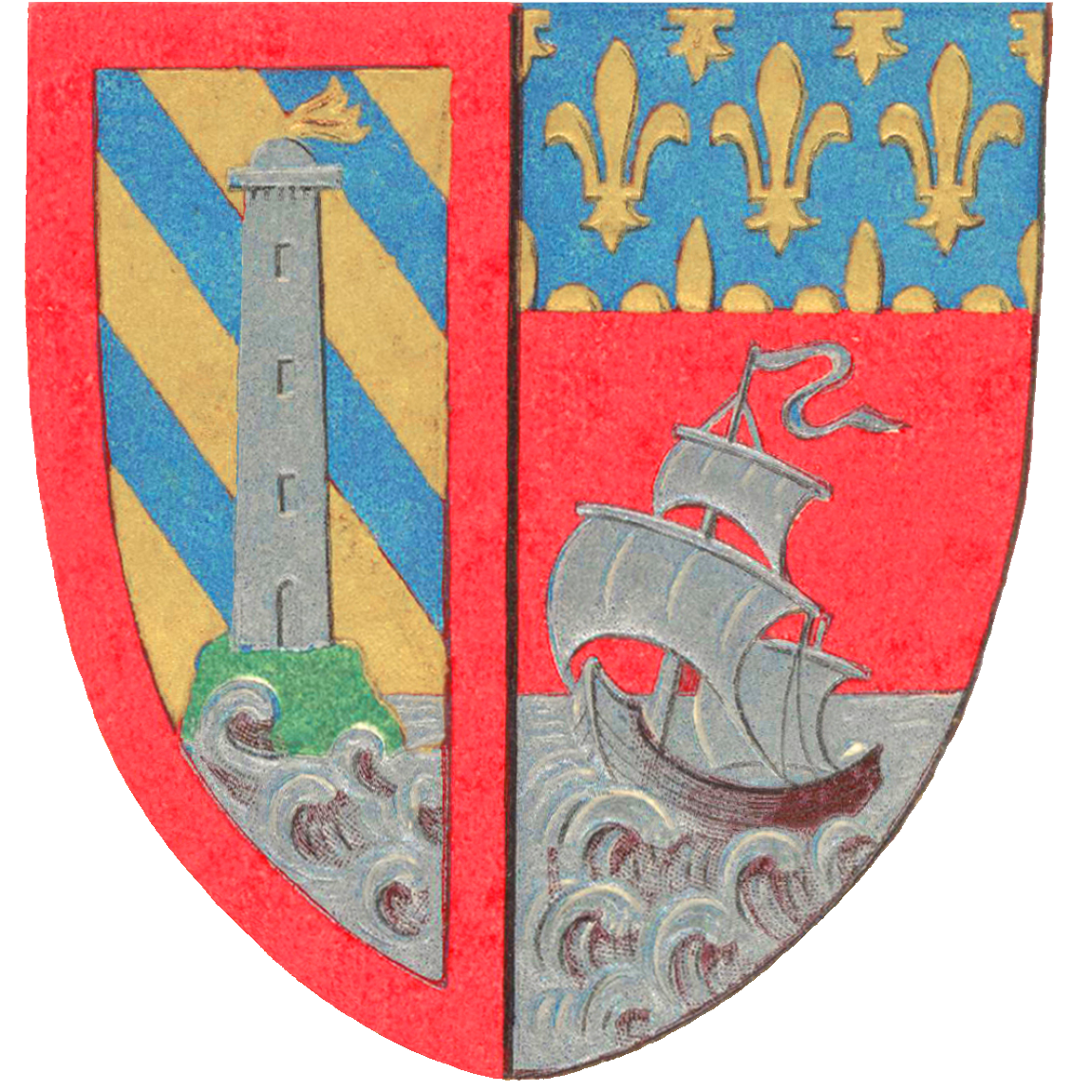
Blason du Touquet-Paris-Plage.

## Liste des maires
| Période           | Période                      | Identité                              | Étiquette    | Qualité |
| ----------------- | ---------------------------- | ------------------------------------- | ------------ | --- |
| 19 mai 1912       | 24 novembre 1917             | Fernand Recoussine                    |              | Directeur d'hôtel et directeur de la société des grands hôtels |
| 1er août 1914     | février 1915                 | Jules Bailleux (assure l'intérim)     |              | Boucher |
| mars 1915         | décembre 1915                | Jules Dachicourt (assure l'intérim)   |              | Loueur de canots |
| 29 décembre 1915  | 22 février 1919              | Louis Bonpain                         |              | Commerçant |
| 22 février 1919   | 17 mai 1925                  | Fernand Recoussine                    |              | Directeur d'hôtel et directeur de la société des grands hôtels |
| 17 mai 1925       | 22 décembre 1933             | Léon Soucaret                         |              | Directeur de la Société Générale Immobilière |
| 28 janvier 1934   | septembre 1939               | Jules Pouget                          |              | Médecin |
| septembre 1939    | juillet 1940                 | Fernand Recoussine (assure l'interim) |              | Ancien maire et directeur d'hôtel et directeur de la société des grands hôtels |
| juillet 1940      | 30 mai 1942                  | Jules Pouget                          |              | médecin |
| 30 mai 1942       | 27 septembre 1942            | Armand Durand (assure l'intérim)      |              | Président des « Jardins ouvriers » |
| 27 septembre 1942 | 11 juin 1944,                | Jules Pentier                         |              | Entrepreneur Élu maire par arrêté préfectoral |
| 11 juin 1944      | 6 septembre 1944             | Armand Durand (assure l'intérim)      |              | Président des « Jardins ouvriers » |
| 6 septembre 1944  | juillet 1963                 | Jules Pouget                          | RGR          | Médecin Sénateur du Pas-de-Calais (1948 → 1952) Réélu le 19 octobre 1947, le 4 mars 1955 et le 15 mars 1959 Mort en fonction                                                                                                   |
| juillet 1963      | mai 1969                     | Pierre Ferrier                        | SE           | Médecin Mort en fonction |
| juillet 1969      | juin 1995                    | Léonce Deprez                         | UDF-PSD      | Directeur de sociétés Député de la 4e circonscription du Pas-de-Calais (1986 → 2007) |
| juin 1995         | mars 2001                    | Philippe Cotrel                       | DVD          | Président de sociétés |
| mars 2001         | mars 2008                    | Léonce Deprez                         | UDF puis UMP | Directeur de sociétés Député de la 4e circonscription du Pas-de-Calais (1986 → 2007) |
| 9 mars 2008       | 10 juillet 2017              | Daniel Fasquelle,                     | UMP → LR     | Doyen honoraire de la faculté de droit de l'ULCO Député de la 4e circonscription du Pas-de-Calais (2007 → 2020) Président de la CC Mer et Terres d'Opale (2008 → 2016) Démissionnaire à la suite de sa réélection comme député |
| 10 juillet 2017,  | 5 juillet 2020               | Lilyane Lussignol                     | LR           | Chargée de mission |
| 5 juillet 2020    | En cours (au 5 juillet 2020) | Daniel Fasquelle                      | LR           | Doyen honoraire de la faculté de droit de l'ULCO Député de la 4e circonscription du Pas-de-Calais (2007 → 2020) |

## Pour approfondir